# شهرستان هادسن (نیوجرسی)
شهرستان هادسِن (به انگلیسی: Hudson County, New Jersey) یک سکونتگاه مسکونی در ایالات متحده آمریکا است که در نیوجرسی واقع شده‌است.